# Getta clite
Getta clite är en fjärilsart som beskrevs av Walker 1854. Getta clite ingår i släktet Getta och familjen tandspinnare. Inga underarter finns listade i Catalogue of Life.